# تیم ملی والیبال زنان جمهوری آذربایجان

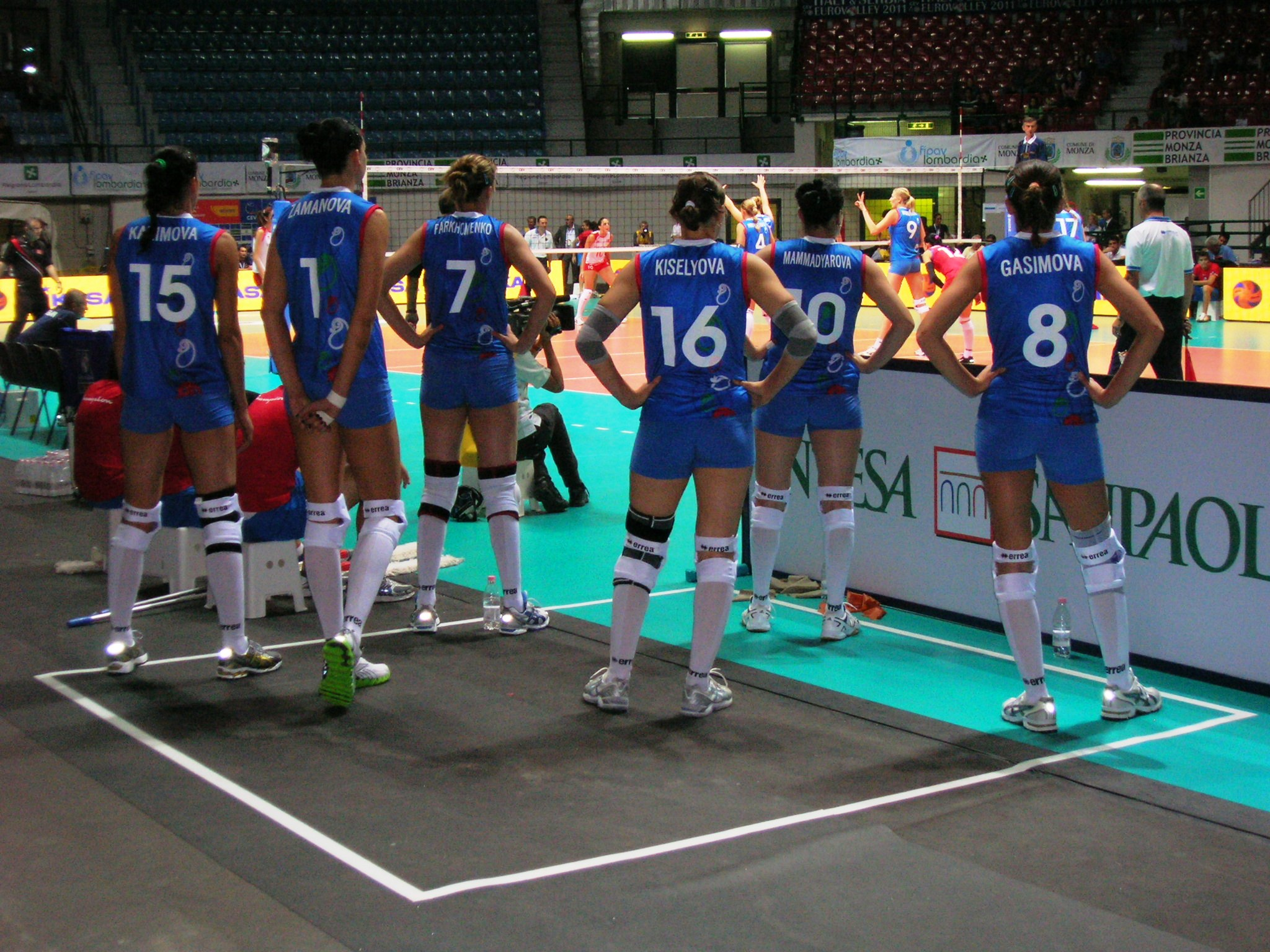
تیم ملی والیبال زنان آذربایجان

تیم ملی والیبال زنان آذربایجان تیم ملی والیبال زنان کشور جمهوری آذربایجان است. این تیم تاکنون در بازی‌های المپیک تابستانی حضور نداشته است.